# Parola d'autore

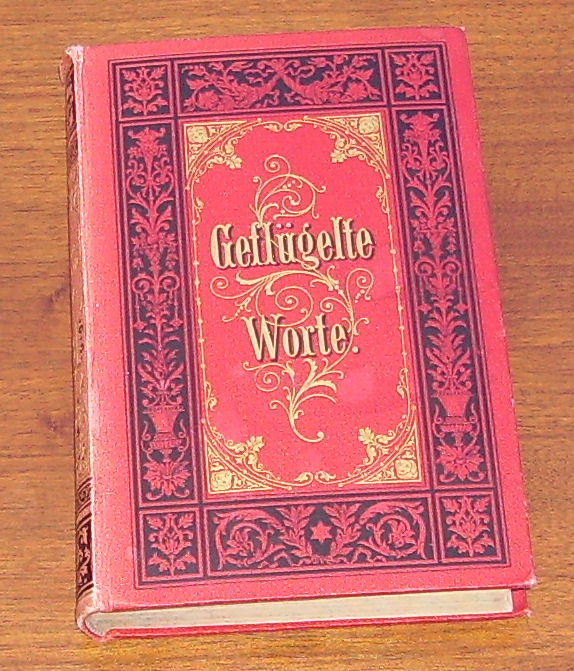
Silloge ottocentesca di citazioni d'autore, compilata nel 1864 da Georg Büchmann. Il titolo tedesco, Geflügelte Worte (Parole alate), riprende una tipica espressione del sistema formulaico omerico

Le parole d'autore costituiscono, nella lessicologia della lingua italiana, una particolare sottoclasse dei neologismi, costituita da tutti quei termini, frasi, frasi fatte, espressioni, accolti nell'uso comune, la cui impronta innovativa su una lingua può essere ricondotta, in maniera riconoscibile, all'estro creativo o all'inventiva lessicale (cosciente o involontaria) di una "persona nota". Può trattarsi sia di parole entrate nell'uso linguistico comune, sia di parole accolte nell'ambito di sottocodici (ad esempio, in un gergo settoriale o nell'orizzonte terminologico di un linguaggio specialistico).

## Studio del fenomeno
Il primo a porre l'attenzione sullo studio di questo fenomeno di innovazione linguistica è stato Bruno Migliorini che ha anche introdotto il nome attribuito alla categoria lessicale con un adattamento della frase "quadro d'autore". L'espressione, dato che Migliorini scrive letteralmente che «è stata detta parola d'autore quella che è stata coniata da una persona nota, in un certo tempo, in un certo luogo» (corsivo dell'autore) è probabilmente un calco linguistico dall'espressione francese mot d'auteur.
Ne consegue che l'espressione "parole d'autore" è essa stessa una "frase d'autore" coniata da Bruno Migliorini e, pertanto, appartiene alla categoria lessicale che contribuisce a definire.
In relazione alle parole d'autore, a Bruno Migliorini si deve anche la proposta di due termini italiani derivati dal greco antico: 
- "onomaturgia", per indicare lo studio del fenomeno[4] (o anche lo stesso fenomeno linguistico di genesi e creazione di parole d'autore[5]);
- "onomaturgo", con cui indicare il coniatore[4].

Queste ultime due non possono essere classificate come parole d'autore, in quanto il loro uso risulta già attestato nell'antichità (la prima nel dialogo platonico Cratilo, la seconda in Proclo) e hanno conosciuto anche una circolazione nel Novecento, sebbene in un ambito diverso, quello della filosofia e della critica letteraria.

## Procedimenti
Esistono molteplici strade che portano alla creazione di parole e frasi d'autore, in un processo di innovazione e variazione linguistica a cui Bruno Migliorini ha dato il nome di onomaturgia. Tali procedimenti possono servirsi anche di interferenze linguistiche e fraseologiche, o prestiti da altre lingue o da sostrati dialettali.
Di solito, al termine del processo, l'assimilazione della parola o della frase in un lessico più vasto fa perdere la percezione del legame con l'artefice (l'onomaturgo), tanto che spesso è perfino difficile risalire al vero creatore. Una tendenza naturale del fenomeno, del resto, è l'obliterazione della paternità: essa è necessaria perché la parola, o l'espressione, anonimizzate, disancorate dall'autore e dalla situazione originaria, possano assumere connotazioni e sfumature diverse e prestarsi, in questo modo, quale strumento semantico flessibile e vitale, utilizzabile in contesti diversi e più ampi (è il caso di parole come inciucio, ribaltone, par condicio, che si sono emancipate dalla paternità autoriale).
L'atto di creazione di una parola o frase d'autore può sfruttare le normali strade della "morfologia derivativa", con l'apposizione di suffissi, affissi, suffissoidi.
In altri casi, la frase d'autore può essere il risultato di un processo chiamato neosemia, in cui si attribuisce, a un termine o a una comune frase già in uso, un significato particolare o diverso, che sta alla base dell'affermazione: è il caso di "compagni di merende", elaborata dalla stampa a partire da un'affermazione pronunciata da Mario Vanni, uno degli imputati del processo al Mostro di Firenze, per riferirsi, in maniera eufemistica e reticente, a strane e sospette frequentazioni con l'altro imputato, Pietro Pacciani. Altro caso del genere è "utilizzatore finale", frase del gergo commerciale che richiama l'end-user inglese (corrispondente all'italiano utente finale, cliente finale, o consumatore finale), sfoderata da Niccolò Ghedini come eufemismo per definire Silvio Berlusconi e sostenerne la non punibilità penale, provando così ad attenuarne il ruolo nelle vicende giudiziarie a suo carico sulle escort a Palazzo Grazioli e a Villa Certosa.
Insieme all'autore, rimane individuabile anche l'ambito linguistico di provenienza, mentre spesso non è possibile delimitarne l'orizzonte di utilizzo, dal momento che, al pari del comune neologismo, il successo di una parola d'autore può non conoscere confini settoriali ed estendersi in vari ambiti e vari ambienti a partire da quello originario. Può succedere che il successo del termine porti ad uno slittamento del suo senso per adattarsi a nuove situazioni, anche a distanza di molto tempo (come l'espressione "vento del Nord", coniata da Pietro Nenni nel 1945 ma poi ripresa, a distanza di decenni, dalla Lega Nord dei primordi per autodefinire l'irrompere impetuoso della propria iniziativa politica).

## Onomaturghi
Tra i creatori di parole che hanno lasciato il segno nel patrimonio linguistico ci sono molte figure di scrittori.

### Giacomo Leopardi

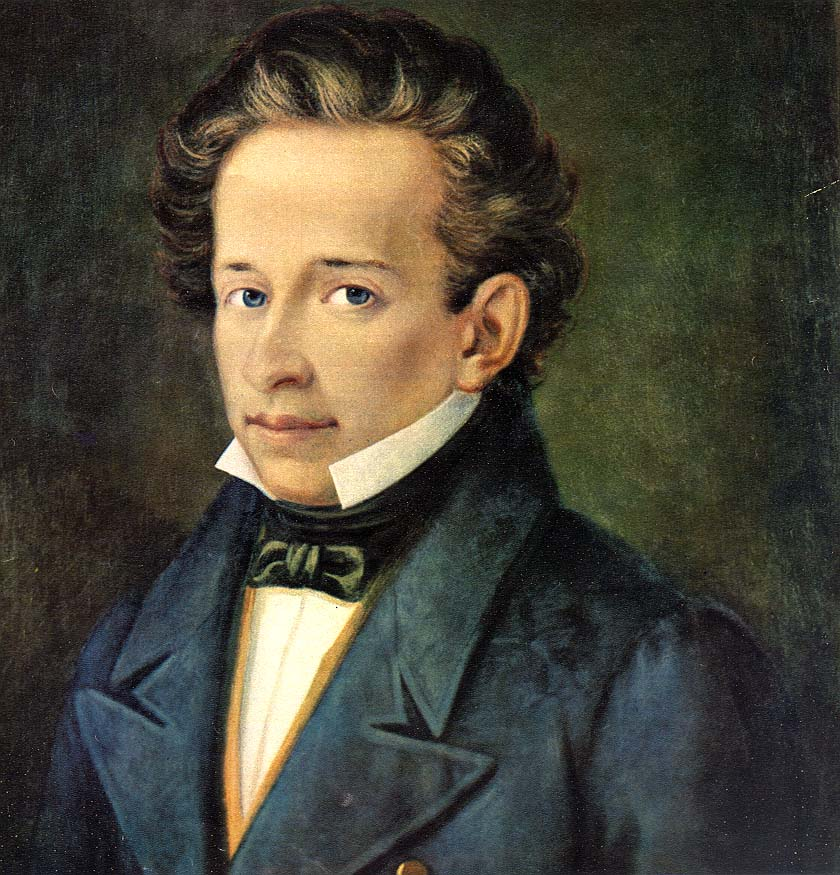
Giacomo Leopardi, fecondo onomaturgo, si meritò le critiche di Niccolò Tommaseo

Un brillante onomaturgo è stato Giacomo Leopardi a cui si devono neologismi divenuti patrimonio diffuso (perlomeno in un linguaggio colto e sorvegliato), come "erompere", "fratricida", "improbo", "incombere", risalenti al 1824. Questa vena creativa di Leopardi non fu apprezzata, al suo tempo, e fu oggetto degli strali di un atteggiamento purista che opponeva resistenze all'adozione, e all'accoglimento nei lessici, di neologismi d'uso forgiati in epoca successiva all'"aureo Trecento". In un caso, un frutto della sua creatività, "procombere", gli guadagnò accuse postume mossegli da Niccolò Tommaseo, coautore del Dizionario della lingua italiana.

### William Shakespeare

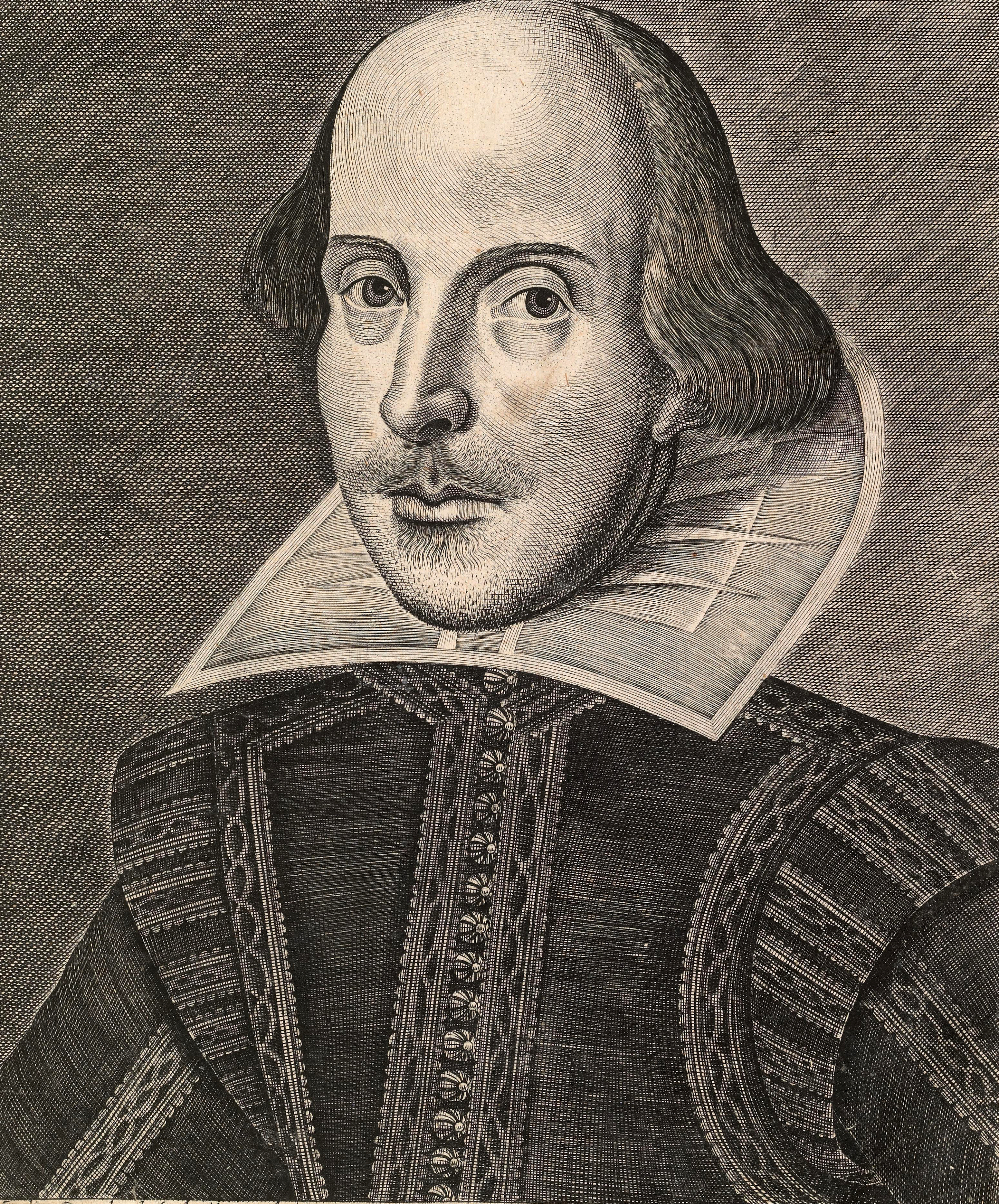
La creatività lessicale di Shakespeare ha lasciato una riconoscibile impronta sull'inglese e sulle lingue europee

Allargando il campo ad altri orizzonti linguistici, un notevole esempio di onomaturgo è stato William Shakespeare, le cui invenzioni metaforiche hanno lasciato un'impronta riconoscibile e indelebile nella lingua inglese e spesso anche in altri idiomi parlati nel mondo: a Shakespeare si devono un buon centinaio di frasi d'autore divenute patrimonio comune e inconsapevole del linguaggio inglese, un notevole impatto interferenziale, sebbene non paragonabile a quello esercitato della Bibbia: blinking idiot, bated breath, truth will out, love is blind (maledetto idiota, fiato sospeso, la verità verrà fuori/a galla, l'amore è cieco, tutte dal Mercante di Venezia), break the ice (rompere il ghiaccio, da La bisbetica domata), [A Horse! a Horse!] My kingdom for a horse! ([Un cavallo! Un cavallo!] Il mio regno per un cavallo!, dal Riccardo III), good riddance, fair play (che liberazione!, fair play, entrambe da Troilo e Cressida), Molto rumore per nulla e Tutto è bene quel che finisce bene (dalle omonime commedie), essere o non essere (dall'Amleto), sono solo alcuni esempi delle tracce da lui lasciate in molti idiomi, alcune delle quali divenute di uso stabile anche in italiano.

### Gabriele D'Annunzio

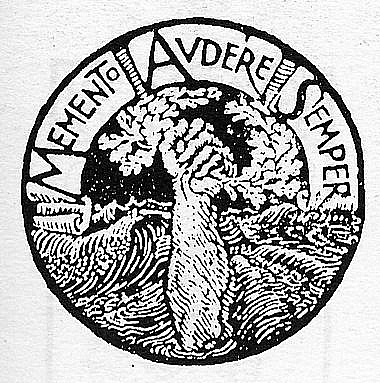
Memento audēre semper!

Altro celebre inventore di frasi ad effetto, che hanno fatto breccia nell'uso comune, è Gabriele D'Annunzio, a cui si devono numerosi motti, in italiano e in latino. Tra i più celebri, vi è memento audēre semper! (ricordati di osare sempre!), desunto direttamente dall'acronimo MAS, ovvero Motoscafo armato silurante, mezzo bellico in uso nella prima guerra mondiale, a bordo di uno dei quali il vate partecipò nel febbraio 1918 all'impresa della cosiddetta Beffa di Buccari.
A lui è associabile anche habere non haberi (possedere, non essere posseduto), aforisma reso celebre nel romanzo Il piacere, con cui il padre ammonisce il protagonista Andrea Sperelli (libro I, cap. II), ma il cui onomaturgo, in realtà, è il filosofo Aristippo (apud Diogene Laerzio), fondatore della scuola filosofica cirenaica. Altro motto latino da lui portato al successo è hic manebimus optime.
Di D'Annunzio si ricorda anche la diffusione del grido di battaglia Eia! Eia! Eia! Alalà! e i detti "Me ne frego!" e "A noi!", poi adottati dalle squadre fasciste e dal regime mussoliniano.

### Politica, giornalismo, costume

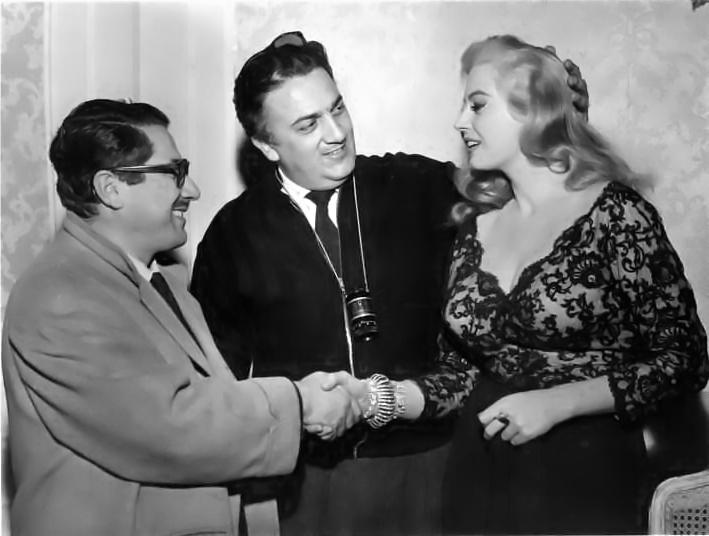
Flaiano e Fellini (qui con Anita Ekberg), coniatori di parole e frasi di successo

Esempi di artefici di innovazioni lessicali sono figure di brillanti aforisti come Leo Longanesi ed Ennio Flaiano. Nel campo della politica, è nota la creatività oratoria del socialista Pietro Nenni, a cui sono riconosciute ardite e colorite doti di innovatore in campo lessicale e nel campo della comunicazione politica: a lui, ad esempio, sono ricondotte invenzioni linguistiche come, tra le altre, "stanza dei bottoni", "vento del Nord", "tintinnar di sciabole", "politica delle cose", "politica della porta sbarrata.
Alcune volte una parola o una frase d'autore sono attribuite a un personaggio che, in realtà, non ne è il reale inventore, ma è colui che ne ha determinato la diffusione e il successo attingendo da altri contesti o mutuandola da una substrato regionale o dialettale: un esempio è "trasformismo", introdotto da Paul Broca nel 1867 come paradigma del lamarckismo, la teoria evoluzionistica di Lamarck (si veda il trasformismo in biologia); con uno slittamento semantico fu adottato nella comunicazione politica italiana 15 anni più tardi, nel 1882, per opera di Agostino Depretis che utilizzò la metafora per definire un progetto politico di convergenza sul suo programma di governo di politici provenienti da schieramenti diversi (v. trasformismo nella politica italiana). È il caso, ad esempio, della frase "ho poche idee, ma confuse", spesso attribuita a Ennio Flaiano, ma la cui paternità risale a Mino Maccari: fu però Ennio Flaiano a renderla famosa citandola, con la menzione dell'autore, nel suo Diario notturno.
Esempi di frasi e parole d'autore già circolanti in ambiti vernacolari, entrate nell'uso in un ambito più ampio grazie alla mediazione di un "onomaturgo", sono "furbetti del quartierino", pronunciata dall'immobiliarista romano Stefano Ricucci, e "inciucio", estratta da un retroterra linguistico napoletano (l'affermazione è avvenuta attraverso una distorsione del senso originario: inciucio, infatti, indica un accordo clandestino o poco chiaro, mentre 'nciucio, invece, è voce onomatopeica per pettegolezzo, con riferimento al parlottio sommesso delle comari).

### Sport

Gianni Brera (1919-1992), prolifico onomaturgo del giornalismo sportivo

Nell'ambito dello sport, figura di prolifico onomaturgo del lessico calcistico e sportivo è quella del giornalista Gianni Brera, amante di giochi di parole che si muovevano sul filo della reminiscenza dotta e del vernacolarismo. A questa sua indole estrosa, unita alla propensione a una prosa immaginifica e colta, si devono varie coniazioni linguistiche, spesso antonomastiche:
- Eupalla, ipotetica divinità che protegge il calcio e musa ispiratrice delle azioni di gioco[16];
- contropiede, termine modellato sul greco antico antipous (ἀντίπους) - riferito nella parodo al movimento scenico del dialogo tra corifero e coreuti - e da Brera adattato per designare un'azione calcistica che punta il proprio successo sull'effetto sorpresa.

## Esempi

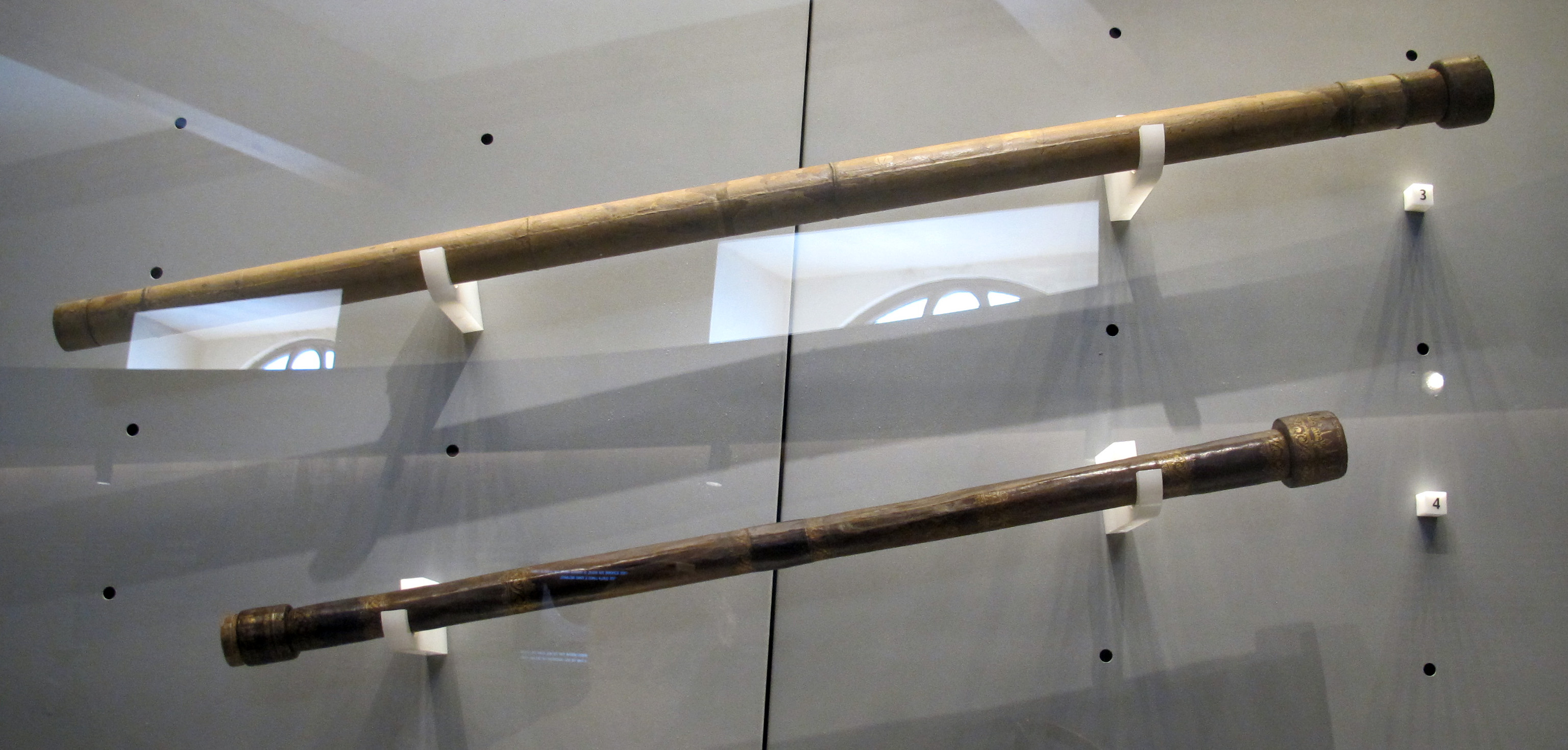
Cannocchiali di Galileo (1609-1610)

Gli esempi di tale fenomeno sono numerosi, riconducibili a figure molto varie (di autori, politici, registi, scienziati, ecc.), alcuni dei quali hanno lasciato più volte la loro impronta innovativa sul linguaggio italiano. Uno dei neologismi d'autore di maggior successo è cannocchiale, parola coniata da Galileo Galilei. Lo strumento adoperato da Galileo aveva anche ricevuto il nome di telescopio, altra parola d'autore derivata dal greco antico, coniata dal matematico greco Giovanni Demisiani (Ἰωάννης Δημησιάνος), il 14 aprile 1611, nel banchetto offerto a Roma dal principe Federico Cesi, in onore della cooptazione di Galileo nell'Accademia dei Lincei.

### Politica, costume, sociologia
- Armiamoci e partite (di solito attribuita a Olindo Guerrini[18]. In realtà, la frase risulta già circolante nel 1891, come attestato da Policarpo Petrocchi, il cui dizionario la registra nella fraseologia del lemma "partire")[19].
- Benaltrismo, tendenza a spostare l'attenzione dell'uditorio su altro argomento di discussione, sostenendo che "ben altro" sia il problema ed il modo di risolverlo (termine il cui conio è ascritto a Luciano Bianciardi)[20]
- Convitato di pietra (attinta da Molière, Don Giovanni o Il convitato di pietra)
- Trasformismo (Agostino Depretis, 8 ottobre 1882[4])
- Boia chi molla (di origini incerte, e attribuzione dibattuta, la frase, secondo alcuni, sarebbe stata pronunciata da Eleonora Pimentel Fonseca sulle barricate della Repubblica Partenopea del 1799[21])
- Utile idiota (comunemente attribuita, anche se in via dubitativa, a Vladimir Lenin[22], che l'avrebbe usata negli anni venti del Novecento, almeno secondo la testimonianza da Jurij Pavlovič Annenkov).
- Macelleria messicana (Ferruccio Parri, 1945, con riferimento alla macabra esposizione dei corpi di Benito Mussolini, Claretta Petacci, e altri, a Piazzale Loreto).
- Genocidio, termine coniato da Raphael Lemkin che definì anche i tratti caratterizzanti della fattispecie[23].
- Culturame (Mario Scelba, il 6 giugno 1949, a Venezia, in un discorso tenuto al congresso della Democrazia Cristiana "Credete che la Dc avrebbe potuto vincere la battaglia del 18 aprile, se non avesse avuto in sé una forza morale, un’idea motrice, che vale molto di più di tutto il culturame di certuni?"[24]).
- Convergenze parallele (Aldo Moro, 1959, Firenze)
- Stanza dei bottoni (Pietro Nenni, 8 ottobre 1962).
- Politica della presenza (Pietro Nenni, luglio 1932).
- Politica della porta sbarrata (Pietro Nenni, 1 ottobre 1921)
- Tintinnar di sciabole (Pietro Nenni, 1964, con riferimento al Piano Solo, per definire il clima politico dell'epoca, col profilarsi di trame golpiste che avrebbero sancito la fine dell'esperienza del Centro-sinistra "organico"[25])

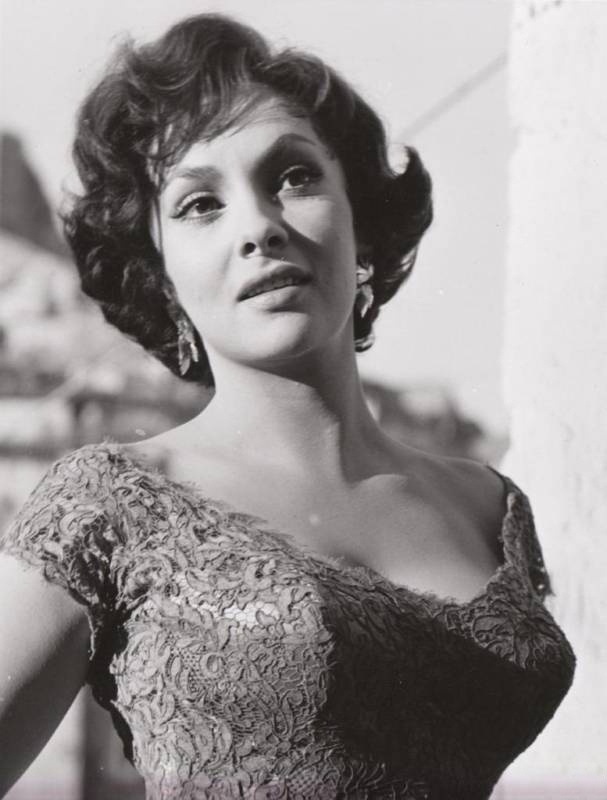
Gina Lollobrigida, modello della maggiorata.

- Maggiorata (Vittorio De Sica, 1952, nel film Altri tempi - Zibaldone n. 1, regia: Alessandro Blasetti, nell'episodio Il processo di Frine, in cui De Sica, avvocato difensore, definisce il personaggio interpretato da Gina Lollobrigida una maggiorata fisica, in contrapposizione alla definizione di minorata psichica che le era stata attribuita).
- Paparazzo (Federico Fellini, 1960, La dolce vita).
- Vitellone (Federico Fellini, 1953, I vitelloni, nell'accezione di giovane che lascia andare il suo tempo nell'indolenza[26]).
- Tengo famiglia (Leo Longanesi, 1945[27]).
- Familismo amorale (Edward C. Banfield, 1958; dall'originale inglese amoral familism, paradigma al centro di un suo famoso saggio: The Moral Basis of a Backward Society).
- Radical chic (Tom Wolfe, 1970, titolo dell'omonimo saggio).
- Compagni di merende (Mario Vanni, nel corso del processo per gli omicidi del mostro di Firenze).
- Capitale morale (Ruggero Bonghi; anni 1866-1874; riferita a Milano e coniata negli anni della sua direzione de La Perseveranza[28]). Quando il costrutto fu coniato, il significato che gli veniva attribuito era alquanto diverso da quello che avrebbe assunto in seguito, quale conseguenza di uno slittamento semantico: in particolare, la frase non implicava alcun primato meneghino sul piano dell'etica e del civismo, ma voleva solo riassumere l'aspirazione a una forma di primazia di fatto, espressione di una città che «si è candidata, e continua a candidarsi, a essere la guida effettiva, non ufficiale del paese»[29] «senza però mai assumerne la responsabilità della direzione politica»[30].
- Milano da bere (Marco Mignani, 1985; slogan pubblicitario ideato per l'Amaro Ramazzotti[31])
- Nani e ballerine (Rino Formica[32][33])
- Mani pulite (10 luglio 1975, Giorgio Amendola, deputato del Partito Comunista Italiano, in un'intervista a Manlio Cancogni per Il Mondo)
- Tangentopoli (9 ottobre 1991, Piero Colaprico, cronista della redazione milanese di Repubblica, nell'articolo «Restano in carcere i 5 della tangente», sull'arresto di alcuni impiegati comunali in un piccolo scandalo di corruzione[34]. Il neologismo si ispirava a Paperopoli, per la piccolezza dei protagonisti che faceva pensare a dei "Paperino"[35]. Il termine fu riproposto da Colaprico e Luca Fazzo su la Repubblica del 25 aprile 1992, dopo le rivelazioni dell'arrestato Mario Chiesa[35]. Divenne di uso comune proprio nel 1992, nel frangente di Mani pulite, su giornali, radio, e nelle conversazioni, fino a entrare nei dizionari italiani[36])
- Dazione, o dazione ambientale (sorta di tangente, coniata da Antonio Di Pietro durante le udienze di Mani pulite; si veda la voce dipietrese)
- Porto delle nebbie, titolo di un romanzo di Georges Simenon, che, in ambito politico e giornalistico italiano, è passato a indicare la Procura della Repubblica di Roma, per l'opacità delle sorti di alcune inchieste giudiziarie, percepite spesso come "insabbiamenti"[37].
- Dipietrese (Fabrizio Ravelli, 4 gennaio 1994, la Repubblica, p. 7)[38].
- Tintinnar di manette (Oscar Luigi Scalfaro, 31 dicembre 1997, nel Messaggio presidenziale di fine anno, riecheggiando il "tintinnar di sciabole" di Pietro Nenni nel 1964[39][40])
- Repubblica delle banane (O. Henry[41] in riferimento all'Honduras nel libro Cabbages and Kings del 1904.[42])
- Ribaltone (introdotto tra le file del Polo delle Libertà, dopo la fine del primo governo Berlusconi, in occasione dell'incarico offerto da Oscar Luigi Scalfaro a Lamberto Dini per formare un nuovo governo appoggiato da parti politiche sconfitte nelle elezioni[43])
- Editto bulgaro (Simone Collini, aprile 2002, su L'Unità; in origine "diktat bulgaro", reso come "ukase bulgaro" da Daniele Luttazzi[44], l'espressione fu usata per definire il pronunciamento di Silvio Berlusconi che determinò l'estromissione dalla RAI dei giornalisti Enzo Biagi e Michele Santoro e dell'autore satirico Daniele Luttazzi[44]).
- Berluscones (Curzio Maltese[45])
- Macchina del fango (Giuseppe D'Avanzo[46]).
- Furbetti del quartierino (già presente nel lessico romanesco, ha avuto successo nel lessico giornalistico e comune dopo l'utilizzo fattone da Stefano Ricucci in una telefonata privata, intercettata dagli investigatori il 22 luglio 2005[13]).
- Bamboccione (Tommaso Padoa-Schioppa, 2007: epiteto per indicare un giovane restio ad assumersi responsabilità dell'età adulta e a rinunciare alla protezione familiare).
- Cerchiobottismo (Giovanni Valentini, giornalista del Gruppo Editoriale L'Espresso, 1996)[47][48]
- Inciucio (da un'intervista di Mino Fuccillo a Massimo D'Alema)
- Mattarellum e Porcellum per indicare, in campo di norme elettorali, la legge Mattarella e la legge Calderoli, dal nome dei rispettivi relatori, Sergio Mattarella e Roberto Calderoli (che in prima persona definì tale legge come "una porcata"). La coniazione del primo[49] e del secondo termine viene attribuita al politologo Giovanni Sartori[50]
- Lottizzazione, coniata negli anni '70 da Alberto Ronchey, con uno slittamento di senso dall'omologo termine di uso in urbanistica, con riferimento polemico alla pratica di spartizione di cariche e poteri della sfera politica ed economica pubblica[51]
- Tesoretto (Tommaso Padoa-Schioppa, 2007); la parola va intesa come un "extragettito, cioè un'inattesa disponibilità di bilancio che consente la possibilità di effettuare spese non previste, ma politicamente paganti per chi governa lo Stato"[13]
- Utilizzatore finale (2009; epiteto eufemistico e "neutralizzante" affibbiato dall'avvocato Niccolò Ghedini al suo assistito Silvio Berlusconi, nel corso della difesa nel cosiddetto processo "escort"[6][7])

### Sport
- Contropiede (Gianni Brera)
- Eupalla (Gianni Brera)
- Generazione di fenomeni (Jacopo Volpi, 1994[52])
- Zona Cesarini (Eugenio Danese, 1931)

### Storia

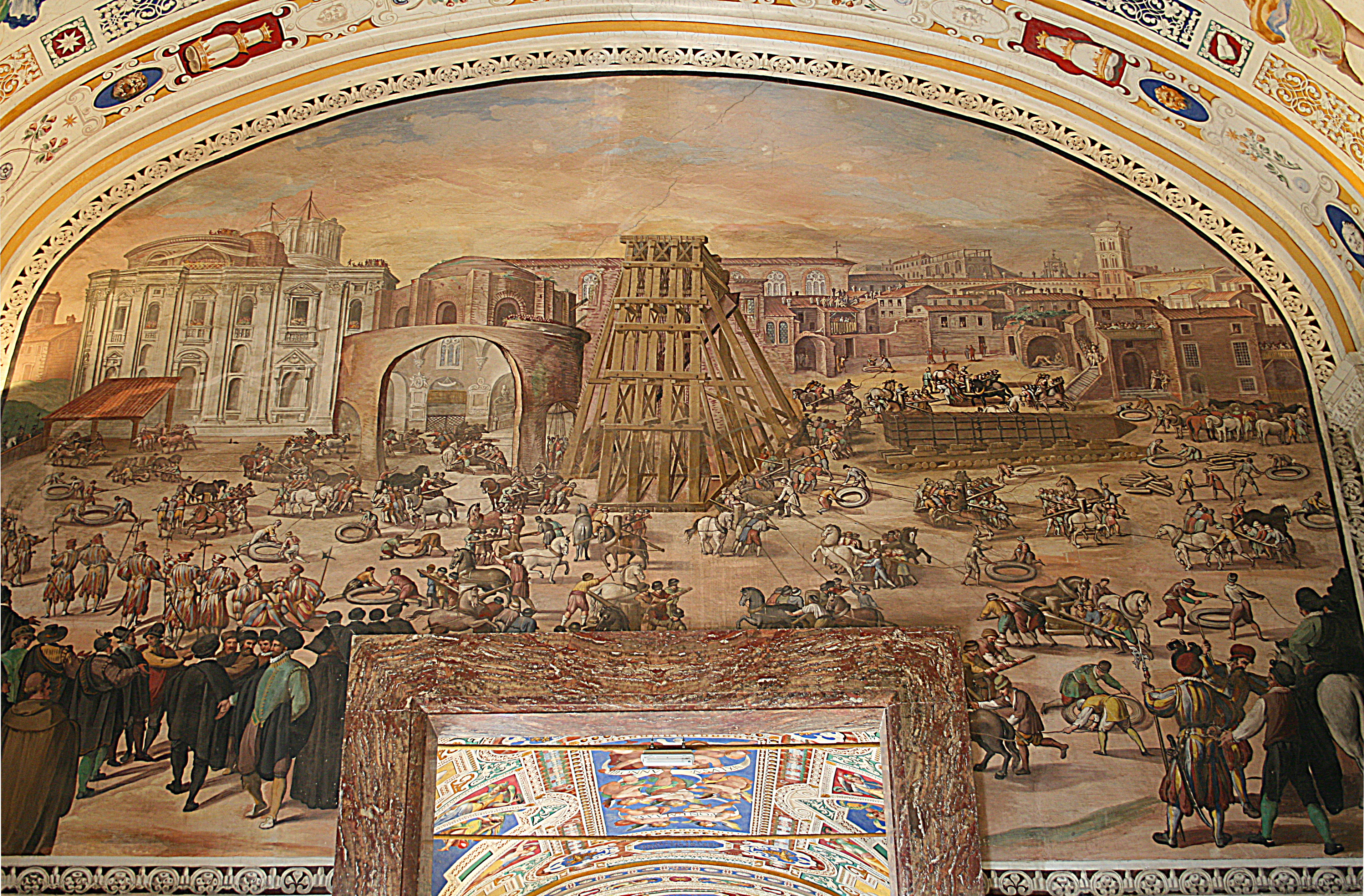
Erezione, nel 1590, dell'Obelisco Vaticano in Piazza San Pietro. Affresco del 1685-1688. Biblioteca apostolica vaticana.

Maramaldo uccide Ferrucci (1530)

- (Si dia) acqua alle funi (Benedetto Bresca, 10 settembre 1586; frase urlata durante la concitata erezione dell'Obelisco vaticano in Piazza San Pietro[53])
- Vile, tu uccidi un uomo morto! (Francesco Ferrucci, 3 agosto 1530, nella Battaglia di Gavinana, rivolto al capitano di ventura Fabrizio Maramaldo).
- Dopo di noi, il diluvio! (Après nous, le déluge; Madame de Pompadour, favorita di Luigi XV, 1757; frase intesa a risollevare il morale del re di Francia dopo la battaglia di Roßbach del 5 novembre di quell'anno)
- Spezzeremo le reni (Benito Mussolini, 18 novembre 1940[54]; frase pronunciata, con riferimento all'aggressione della Grecia, durante un discorso tenuto a Piazza Venezia a distanza di cinque anni dalle sanzioni economiche inflitte all'Italia fascista dalla Società delle Nazioni[54])
- Cortina di ferro (Winston Churchill, 5 marzo 1946, in un discorso agli studenti del Westminster College di Fulton, nel Missouri[55], divenuta poi una metafora utilizzata per designare la divisione del mondo tra blocco occidentale e blocco sovietico[56]).

### Letteratura, filosofia
- Parole alate (Omero[57])
- Tallone d'Achille (Publio Papinio Stazio, ca. 96 d.C.; inteso nel senso di unico punto debole, si trova come hapax legomenon nel suo poema Achilleide)
- Audentis Fortuna iuvat, o, anche, audentes Fortuna iuvat, audaces Fortuna iuvat (Virgilio, Eneide esortazione dei compagni a Turno nell'attaccare Enea)
- Vuolsi così colà dove si puote (Dante Alighieri, primi decenni del Trecento; messa in bocca a Virgilio in più luoghi dell'Inferno[58])
- Maledetto idiota, fiato sospeso, la verità verrà fuori/verrà a galla, l'amore è cieco[9], rompere il ghiaccio (già attestata nel 1535 circa[10]), Il mio regno per un cavallo!, fair play, che liberazione![9] (tutte di William Shakespeare).
- Tanto peggio per i fatti (Hegel, 1801; Desto schlimmer für die Tatsachen nell'originale tedesco)
- Superuomo (Gabriele D'Annunzio, 1894, prefazione al Trionfo della morte; calco linguistico dal tedesco Übermensch, introdotto da Friedrich Nietzsche[4])
- Fantascienza, (Giorgio Monicelli, nel 1952, con un calco linguistico sull'espressione americana science fiction, a sua volta parola d'autore coniata da Hugo Gernsback nel 1929[4])
- Precipitevolissimevolmente (Francesco Moneti, 1677, nella Cortona convertita).
- Tacitismo, coniato da Giuseppe Toffanin nel 1921[59].

### Scienza

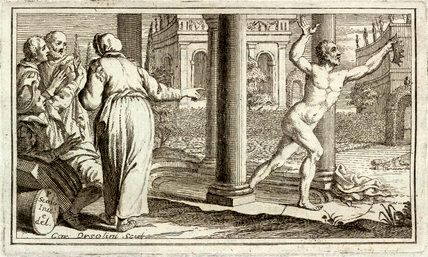
Archimede corre nudo per le vie di Siracusa gridando "Eureka!" (disegno di Pietro Scalvini, incisione di Carlo Orsolini, 1737).

- Eureka! (per tradizione attribuita ad Archimede, nel III secolo a.C., secondo un celebre aneddoto tramandato da Vitruvio nel De architectura, opera del 15 a.C. circa)
- Cannocchiale (Galileo Galilei[4], XVII secolo)
- Telescopio (Giovanni Demisiani - Ἰωάννης Δημησιάνος, 14 aprile 1611, a Roma, in presenza di Federico Cesi e Galileo, in occasione di un pranzo per festeggiare la cooptazione di quest'ultimo nell'Accademia dei Lincei)[17]
- E pur si muove! (attribuita a Galileo, l'esclamazione, invece, risale al 1757, coniata a Londra da Giuseppe Baretti nella sua The Italian Library)
- Versiera (1748, Maria Gaetana Agnesi; già chiamata versoria da Luigi Guido Grandi S.J. nel 1703)
- Serendipità (Horace Walpole, 28 gennaio 1754)
- "Quark" (Murray Gell-Mann, nel 1963, riprendendo un nonsense lessicale del Finnegans Wake di James Joyce[5]).